# Die Kaiserin von China
Die Kaiserin von China ist ein deutsches Filmlustspiel aus dem Jahre 1953 des ungarischen Hollywood-Regisseurs Steve Sekely, dessen einzige deutsche Nachkriegsinszenierung dies war, mit Grethe Weiser in der Titelrolle.

## Handlung
Tante Clementine ist eine herrische, großmannssüchtige und bisweilen tyrannische Nervensäge. Als dieses Musterexemplar einer furchteinflößenden und ungewollten Verwandten sich zum Besuch bei ihrem Bruder, dem verwitweten Nervenarzt Dr. Stansberg, ankündigt und dann auch noch durchblicken lässt, dass sie sich hier dauerhaft niederzulassen gedenkt, ist guter Rat teuer. Als erstes setzt sich schreckensbleich Bruder Stansberg ab und zieht bei seiner Herzdame Charlotte Kersten ein. Seine Tochter Viktoria beauftragt der die Nerven verlierende Nervenarzt, den menschlichen „Drachen“ zu bekämpfen. Viktoria soll versuchen, Tantchen schnellstmöglich wieder loszuwerden, woraufhin die junge Frau eine blendende Idee entwickelt und eine Gaukler- und Schauspielertruppe engagiert, die mit völlig überdrehten Ideen und Spinnereien die Villa des Vaters in ein Tollhaus verwandeln soll.
Es braucht einige Zeit, bis die hartgesottene Clementine bemerkt, dass man ihr hier lediglich eine Irrenanstalt vorspielt. Einer der „Insassen“ behauptet beispielsweise, dass er vor 3000 Jahren schon einmal gelebt habe und von Clementine, der Wiedergeburt der damaligen Kaiserin von China, vergiftet wurde. Langsam aber sicher werden Tantchens Nerven angesichts solch wundersamer Zeitgenossen wundgescheuert. Sie denkt schon ans Abreisen, da erkennt sie, dass man sie gezielt in den Wahnsinn treiben will und dreht den Spieß um. Nun spielt sie die „Irre“ und versucht, Viktoria und ihre Komödianten das Fürchten zu lehren. Erst ihr langjähriger, schüchterner Verehrer, Professor Mirrzahler, kann die Alte zähmen und bringt durch seine gute Tat wieder Ruhe ins (Irren)-Haus.

## Produktionsnotizen
Die Dreharbeiten zu Die Kaiserin von China fanden zwischen dem 22. Juli und dem 15. August 1953 in den CCC-Studios von Berlin sowie mit Außenaufnahmen in der Vila Monhem auf Schwanenwerder statt. Die Uraufführung erfolgte am 25. September 1953 im Capitol-Kino in Münster und in Hameln. Die Berliner Premiere war am 23. Oktober desselben Jahres.
Walter H. Guse war Produktionsleiter. Kurt Herlth und Karl Schneider gestalteten die Filmbauten, Maria Brauner die Kostüme. Jens Keith sorgte für die Choreographie, es sangen Lys Assia und Ilja Glusgal. Bruno Balz lieferte die Texte zu Michael Jarys Komposition.

## Kritiken
Der Spiegel verortete anlässlich einer Fernsehausstrahlung 1990 in dem Film „Familiäres Interaktionsverhalten in den fünfziger Jahren“, während Cinema-Online Grethe Weisers darstellerische Leistung kurz und knapp „brillant“ fand.
Im Lexikon des Internationalen Films heißt es: „Dürftiges Lustspiel für bescheidenste Unterhaltungsansprüche.“